# Pokémon Masters EX
Pokémon Masters EX, ou anciennement Pokémon Masters est un jeu vidéo mobile développé et édité par DeNA en partenariat avec The Pokémon Company,,. Il est sorti le 29 août 2019 sur Android et iOS. L'aventure se passe sur l'île de Passio. Actuellement, le jeu a 30 chapitres et 7 intermèdes.

## Système de jeu
Le jeu est de type  Gacha. Le joueur, en faisant des tirages gratuits ou payants, peut débloquer des Duos qui sont des personnages de toute  la licence Pokémon accompagnés chacun d'un Pokémon qui les représente le plus, d'une manière générale. 
Les Duos servent ensuite à combattre, en 3-contre-3. Le joueur contrôle 3 Duos en temps réel. 

### Duos
Chaque Duo a un rôle propre : 

• Attaquant : ce sont des Duos très offensifs mais qui souvent encaissent le moins les attaques.

• Tacticien : ce sont des Duos qui ont pour but d'empêcher les adversaires de déployer toute leur puissance, comme par exemple en les endormant.

• Soutien : ce sont des Duos qui encaissent le plus les attaques adversaires, et qui aident les alliés comme par exemple en soignant.
• Accélérateur: ce sont des duos chargés d'augmenter la vitesse des alliés et de réduire le compteur de capacité Duo.
• Régisseur: ce sont des duos capables de modifier le terrain afin d'en tirer des avantages.
Les Duos peuvent être recrutés en jouant à l'histoire principale, en faisant certains évènements ou par Appel Duo payant ou gratuit.
Après avoir débloqué un Duo, le joueur déverrouille l'histoire du Duo en question.

### Histoire
Passio, l'île où se déroule l'histoire, est une île artificielle créée par le Prince Alexis, où se déroule un tournoi de batailles 3-en-3 appelé la Pokémon Masters League. L'objectif principal est de devenir son champion.
Pour participer à la Pokémon Masters League, les joueurs doivent collecter au moins cinq badges en battant les leaders PML situés à Passio. 
Cependant, la Team Break, un groupe de Dresseurs malintentionnés, sèment le trouble sur Passio jusqu'à empêcher le Tournoi de bien se dérouler. Le joueur sera amené à souvent les affronter.

## Développement
Pokémon Masters est annoncé le 29 mai 2019 lors de la conférence de presse Pokémon 2019. Le concept du jeu est venu de l'artiste et designer de la série, Ken Sugimori, qui a proposé de regrouper tous les personnages passés de la série principale dans un seul titre. Une version démo est sortie le 25 juillet 2019 à Singapour. Le jeu est ensuite sorti le 29 août 2019 sur Android et iOS.